# Emanuel Schaltegger

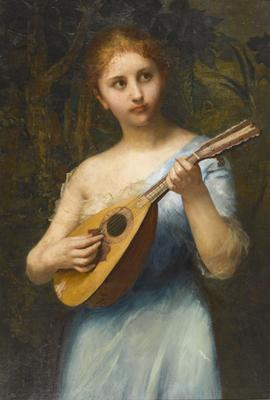
Lautenspielerin im blauen Kleid, 1887

Emanuel Schaltegger (* 2. September 1857 in Alterswilen im Kanton Thurgau; † 4. Januar 1909 in München) war ein Schweizer Landschafts- und Porträtmaler.

## Leben
Schaltegger wurde in Alterswilen geboren, wo sein Vater als Pfarrer tätig war. Nach dem Besuch der thurgauischen Kantonsschule ging er 1873/74 an die Kantonsschule in St. Gallen, wo Wilhelm Völker zu seinen Lehrern gehörte. Schalteggers Wunsch nach einer Künstlerlaufbahn wurde von seinen Eltern zunächst abgelehnt, so dass er stattdessen bei Ganz in Zürich eine dreijährige Ausbildung zum Fotografen absolvierte. Danach war er in Dresden und Wien als Fotograf tätig. 
Mit Zustimmung seines Vaters und finanzieller Unterstützung eines Verwandten konnte Schaltegger zwei Semester an der Akademie der bildenden Künste Wien studieren. Nach Einstellung der Beihilfe zog er nach München, wo er sich am 30. November 1878 an der Königlichen Akademie der Künste in München (Fach Antikenklasse) einschrieb. Er war ein Schüler von Gabriel von Hackl, Johann Leonhard Raab, Franz von Defregger und Alexander von Wagner. 
Nach dem Studium wirkte Schaltegger als freischaffender Künstler. Er malte vor allem Landschaften und Porträts, aber auch religiöse Motive. Für seine landschaftlichen Studien reiste er nach Dachau, Hard, Immenstadt im Allgäu und an den Hallstätter See. Da er sich nicht der Moderne anschloss, traf seine Kunst häufiger auf Ablehnung, so wurden Werke von ihm bei einer Ausstellung als „zu altmodisch“ abgewiesen. Trotzdem fand er schließlich Käufer für viele seiner Bilder.
Schaltegger starb 1909 im Alter von 51 Jahren nach einem Schlaganfall. Seine schwer erkrankte Ehefrau, die er zuletzt gepflegt hatte, verstarb kurz nach ihm.

## Werke (Auswahl)
- Schwizer Bauernstube, um 1880–1890, Leinwand/Karton, 46 × 57 cm, Kunsthaus Zürich, Inventarnummer 885[3]
- Children Playing, ca. 1900, Öl auf Leinwand, 31,7 × 27 cm, Ungarische Nationalgalerie, Inventarnummer 339.B[4]
- Bildnis des Architekten E. Kessler, 1901, Leinwand/Karton, 49,5 × 40 cm, Kunstmuseum St. Gallen
- Bildnis des Baumeisters Max Högger, 1901, Karton, 108 × 79 cm, Kunstmuseum St. Gallen
- Bildnis des Dekans Dr. C. W. Kambli, 1901, Karton, 106 × 80 cm, Kunstmuseum St. Gallen
- Bildnis einer jungen Frau, Karton, 36,5 × 28,3 cm, Kunstmuseum St. Gallen
- Selbstbildnis, Karton, 59 × 40 cm, Rückseite: Rosen in Vase, Kunstmuseum St. Gallen
- Selbstbildnis, 1902, Leinwand, 61 × 49 cm, Kunstmuseum St. Gallen
- Vor dem Ausgang (Dame in Biedermeierkostüm vor dem Spiegel), 1906, Leinwand, 81 × 56 cm, Kunstmuseum St. Gallen[3]

## Ausstellungen (Auswahl)
- 1901: VIII. Internationale Kunstausstellung im Glaspalast, München
- 1906: Münchener Jahresausstellung, Glaspalast[5]